# 0,1-simples lattice
Na teoria de reticulados, um reticulado limitado L é chamado de reticulado 0,1-simples se homomorfismos de reticulados não constantes de L preservam a identidade de seus elementos máximo e mínimo. Em outras palavras, se L é 0,1-simples e ƒ é uma função de L para outro reticulado que preserva supremos e ínfimos e não leva todo elemento de L a um mesmo elemento da imagem, então deve ocorrer ƒ−1(ƒ(0)) = {0} e ƒ−1(ƒ(1)) = {1}.
Por exemplo, seja Ln um reticulado com n átomos a1, a2,…, an, elementos máximo e mínimo 1 e 0, e nenhum outro elemento. Então para n ≥ 3, Ln é 0,1-simples. No entanto, para n = 2, a função ƒ que leva 0 e a1 ao valor 0 e leva a2 e 1 ao valor 1 é um homomorfismo, mostrando que L2 não é 0,1-simples.